# Pinocchios äventyr (film, 1959)
Pinocchios äventyr, (Trollnyckeln i Finland, ryska: Приключения Буратино, Prikljutjenija Buratino), är en sovjetisk tecknad långfilm producerad av Sojuzmultfilm i regi av Ivan Ivanov-Vano. Filmen är baserad på Aleksej Tolstojs saga Den gyllene nyckeln eller Buratinos äventyr (1935).

## Handling
En fattig pensionerad orgelslipare slipar på en docka som senare börjar leva.

## Rollista
- Nina Guljajeva — Buratino (Pinocchio)
- Jevgenij Vesnik — Carlos pappa
- Georgij Vitsin — Giuseppe / clown / dirigent / kråka / ägare av krogen "Tre Sandkrypare" / 4 övriga roller
- Tamara Dmitrijeva — Malvina
- Margarita Korabelnikova — Pierrot
- Alexander Baranov — Karabas-Barabas
- Jelena Ponsova — räven Alice / fladdermus
- Vladimir Lepko — katten Basilio
- Tatiana Strukova — råttan Sjusjara
- Julia Julskaja — råtta
- Vladimir Ratomskij — syrsa
- Maria Vinogradova — pojken som köpte alfabetet
- Leonid Pirogov — doktor Uggla
- Erast Garin — sjukvårdaren Zjaba
- Sergej Martinson — helare Mantis
- Anastasia Zujeva — Turtle Tortilla
- Jurij Chrzjanovskij — groda
- Grigorij Sjpigel — Duremar

### Svenska röster
- Anita Wall — Pinocchio (Buratino)
- Stig Engström — pappa Karlo, orgerlmakaren / den talande syrsan / docktrollkarlen / grodsköterskan / polischefen m.fl.
- Tomas Bolme — Giuseppe, "Blånäsa" / Pierrot m.fl.
- Åke Lindström — Karabas Barabas / katten Bazilio / hunden Artemon m.fl.
- Bert-Åke Varg — Harlekin / räven Alisa / clownen m.fl.
- Elisabeth Nordkvist — dockan Malvina / råttan m.fl.[2]

## Filmteam
- Manusförfattare — Nikolaj Erdman, Ljudmila Tolstaja
- Kompositör — Anatolij Lepin
- Scenregissör — Dmitrij Babitjenko, Ivan Ivanov-Vano
- Regissör — Michail Botov
- Scenograf — Pjotr Repkin, Svetozar Rusakov
- Filmfotograf — Michail Drujan
- Ljudtekniker — Georgij Martynjuk
- Scenografsassistent — Gelij Arkadjev, Vladimir Tarasov
- Fotografassistent — N. Najasjkova
- Animatörer — Igor Podgorskij, Vladimir Pekar, Vladimir Popov, Faina Jepifanova, Vadim Dolgich, Konstantin Tjikin, Boris Butakov, Jelena Chludova, Fjodor Chitruk, Vladimir Krumin, Valentin Karavajev, Kirill Maljantovitj
- Dekoratörer — Olga Gemmerling, Galina Nevzorova, Dmitrij Anpilov, I. Kuskov, Pjotr Korobajev, Konstantin Malysjev
- Regissörsassistenter — Galina Ljubarskaja, Natalja Orlova, Nina Majorova
- Klippare — Nina Majorova
- Redaktör — Raisa Fritjinskaja
- Producent — G. Kruglikov

## Videoutgåvor

### I Sovjetunionen / Ryssland
På 1980-talet började "Videoprogramma Goskino SSSR" ge ut filmen på videokassetter. I början av 1990-talet släpptes filmen på videokassetter av filmföreningen Krupnyj Plan, även i mitten av 1990-talet släpptes den på VHS med andra sovjetiska tecknade filmer av Studio PRO Video, och senare för sig själv av videostudion Sojuz Video.
I början av 2000-talet restaurerades filmen och släpptes på DVD av Krupnyj Plan och Sojuz Video.